# Remete-hegy (Remeteszőlős)
A Remete-hegy a Budai-hegység egyik, 424 (más adat szerint 423) méter magas magaslata Budapest közigazgatási határától nem messze, de már Pest vármegye területén, a Nagy-Szénás–Zsíros-hegy tömbjében. Korábban Nagykovácsi területéhez tartozott, ma a 2002-ben önálló településsé vált Remeteszőlős külterületének egyik legfontosabb hegye, a település névadója. Nem tévesztendő össze a Budai-hegység másik, azonos nevű, 351 méter magas hegyével, amely a Hármashatár-hegy tömbjében emelkedik.

## Fekvése
Déli és délnyugati oldala a Nagykovácsi-medencére néz, északkeleti és keleti lejtői Budaliget felé futnak le. Délkelet felől a Remete-szurdok határolja, észak felől pedig a Kovácsi-erdőföldek fennsík jellegű területe. A hegység hegyei közül a legközelebbi szomszédja az észak felé emelkedő, 388 méter magas Kálvária-domb.

## Megközelítése
Budapesti közösségi közlekedéssel a Remete-hegy a Hűvösvölgyből induló 157-es és 157A buszokkal közelíthető meg a legegyszerűbben, amelyekről a Budaliget, Géza fejedelem utca megállóhelyen érdemes leszállni [a 157A-nak ez a külső végállomása], innen egyenletes emelkedésű, kényelmes erdei sétaúton lehet feljutni a hegyre. Feljuthatunk a hegyre a Remete-szurdok érintésével, ehhez a legcélszerűbb, ha az előbb említett buszokról a Szirom utca megállóhelyen szállunk le.
A 63-as buszok végighaladnak az Ördög-árok völgyében mintegy két kilométeren elhúzódó Remeteszőlős házai mellett és a Remete-hegy tömbje alatt, így kézenfekvően kínálkozna ez a járat is a megközelítéséhez. Abból az irányból azonban, a hegy déli lejtőjének meredeksége miatt túraútvonalak nemigen indulnak a Remete-hegy felé, inkább csak néhány kaptató vezet fel oda, amik a busz 13-as kilométerkő nevű megállójától érhetők el.

## Barlangjai
Hét-lyuk, Nagysuty-barlang, Remete-barlang, Remete-hegyi 2. sz. barlang, Remete-hegyi 3. sz. barlang, Remete-hegyi 4. sz. barlang, Remete-hegyi 7. sz. barlang, Remete-hegyi 8. sz. barlang, Remete-hegyi 10. sz. barlang, Remete-hegyi 11. sz. barlang, Remete-hegyi 13. sz. barlang, Remete-hegyi 14. sz. barlang, Remete-hegyi 15. sz. barlang, Remete-hegyi-kőfülke, Remete-völgyi Felső-barlang, Tölcsér-zsomboly és Törpe-zsomboly.